# Хартли, Донна
Донна Мэри Луиза Хартли-Уосс (англ. Donna-Marie Louise Hartley-Wass; 1 мая 1955, Саутгемптон, Великобритания — 7 июня 2013, Элсекар, Саут-Йоркшир, Великобритания) — британская легкоатлетка, бронзовый призёр Олимпийских игр (1980) в эстафете 4×400 метров.

## Спортивная карьера
Свой первый титул она выиграла в 17 лет, став чемпионкой Великобритании в беге на 200 м. На летних Олимпийских играх в Мюнхене (1972) в индивидуальном первенстве на 200-метровке дошла до полуфинала. С 1974 г. начала специализироваться на дистанции вдвое длиннее и почти сразу побила национальный рекорд. На Играх в Монреале (1976) на 400-метровке дошла до четвертьфинала, а в составе сборной стала седьмой в эстафете 4×400 м.
На Играх Содружества в Лондоне (1978) спортсменка стала двукратной чемпионкой — на дистанции 400 м и в эстафете 4×400 м. На своей третьей Олимпиаде в Москве (1980) в эстафете 4×400 м выиграла бронзовую медаль.
Благодаря своим светлым волосам получила известность как «Золотая девушка» («Golden Girl»). Непродолжительное время была замужем за известным британским легкоатлетом, чемпионом Европы в эстафете 4×400 м Биллом Хартли, после развода с ним вышла замуж за комика Бобби Натта.
По завершении легкоатлетической карьеры начала профессионально заниматься бодибилдингом, заняла второе место на престижном конкурсе Ms. Universe Physique. Позже открыла свою фитнес-студию и школу танцев в Йоркшире.